# 徳山盛男
徳山 盛男（とくやま もりお）は、東京都出身の元俳優。
趣味は釣り、演劇。
現在は東京荒川区で清掃業を営んでいる。

## 出演作品

### 映画
- 大迷惑トラブルコメディー どっちもどっち（1990年）
- Zの回路 復讐の裏ゴト師（1996年）
- スーパーの女（1996年） - 解体業者

### テレビドラマ
- 函館のおんな（1990年）
- 噺家カミサン繁盛記 第25話（1991年）
- 月曜ドラマスペシャル 美人秘書の秘密 第2作「大学キャンパスで講師が謎の死」（1993年）
- 南くんの恋人 第7話（1994年2月28日、テレビ朝日） - 店員
- 金曜エンタテイメント 検察捜査（1995年）
- ゆずれない夜 第3話「抱いてそして、結婚して」（1996年）
- 火曜サスペンス劇場
  - 追跡 第3作「ふたつの生活とふたつの愛」（1998年）
  - 幸せの幻影（2001年）
- 太陽にほえろ!2001（2001年）